# Zoomex
Zoomex est une plateforme de trading de cryptomonnaies. Elle propose divers services de trading, notamment des contrats à terme perpétuels sur plus de 200 cryptomonnaies,. Zoomex combine des fonctionnalités de sécurité telles que le chiffrement et le stockage à froid avec des options de finance décentralisée (DeFi).

## Histoire
En 2022, Zoomex a lancé une campagne spéciale à l'occasion de la Coupe du Monde de la FIFA. Dans le cadre de cette initiative, un prix signé par le célèbre footballeur Lionel Messi a été offert.
Le 11 août 2022, le club espagnol Villarreal CF et Zoomex ont conclu un accord désignant la plateforme comme partenaire officiel crypto de l'équipe pour la saison. Le logo de Zoomex figure sur le dos des maillots de l'équipe première masculine pour la campagne 2022/23, ainsi que sur d'autres supports visuels.
En 2023, Zoomex a lancé le Zoomex World Trading Champion, une compétition mondiale avec une cagnotte de 2,5 millions de dollars. L'événement invite les traders du monde entier à démontrer leurs compétences et à concourir pour des récompenses importantes,.
Le 18 mai 2023, Zoomex a annoncé le parrainage du jeune pilote britannique de Formule 2 Oliver Bearman, membre de l’équipe Prema Racing. Le logo de Zoomex est présent sur la voiture et la combinaison de course d'Oliver, ainsi que sur ses réseaux sociaux durant toute la saison de F2. Le 27 juillet 2024, Zoomex a lancé son échange décentralisé (DEX), visant à offrir aux utilisateurs un meilleur contrôle, une sécurité accrue et plus de transparence dans leurs transactions,.
En août 2024, Zoomex a fait l’objet d’un audit complet par la société de cybersécurité Hacken. Celui-ci comprenait des tests de pénétration et une analyse de sécurité des applications web et des points d'accès API. Le rapport a identifié sept vulnérabilités, allant de critiques à faibles. Zoomex a rapidement corrigé trois d’entre elles, dont des problèmes de transfert non autorisé de fonds et de contrôle d’accès, démontrant une approche proactive de la sécurité,.